# Faille de Denali

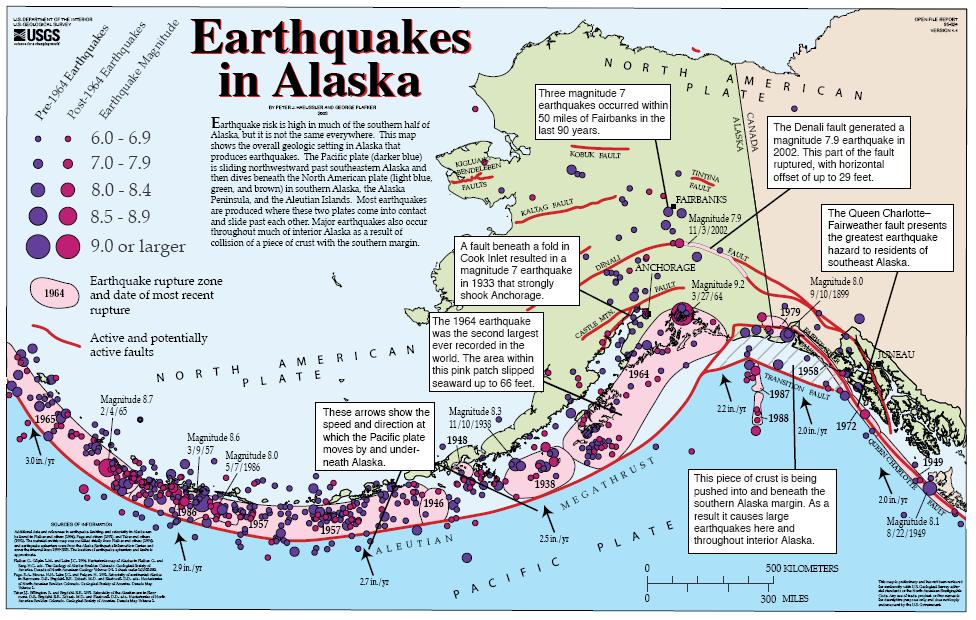
Carte tectonique de l'Alaska et du nord-ouest du Canada indiquant les failles principales et les tremblements terres passés.

La faille de Denali est un décrochement intracontinental dextre en Amérique du nord occidentale, qui s'étend du nord-ouest de la Colombie-Britannique jusqu'au centre de l’État de l'Alaska.

## Formation
Le réseau de faille de l'Alaska est le résultat d'une activité tectonique intense. La plaque pacifique plonge sous la plaque nord-américaine, et la faille de Denali se situe à la limite entre ces deux plaques. La vitesse de déplacement de la faille varie entre 1  et   35 mm par an.
En 2002, un tremblement de terre de magnitude 7,9 a eu lieu le long de la faille.